# 阔瓣茜草
阔瓣茜草（学名：Rubia latipetala）为茜草科茜草属下的一个种。

## 扩展阅读
- 維基物種上的相關：阔瓣茜草